# الرابطة البرلمانية 2006–07
الرابطة البرلمانية 2006–07 (بالإنجليزية: 2006–07 Isthmian League)‏ هو موسم من دوري إسثميان. كان عدد الأندية المشاركة فيه 66، وفاز فيه هامبتون أند ريتشموند بورو.